# Davor Badrov
Davor Badrov (* 21. September 1992 in Vitez, Republik Bosnien und Herzegowina) ist ein bosnischer Turbo-Folksänger. Seit 2007 gehört er zu den bekannten Sängern Bosniens. Badrov steht bei den bosnischen Plattenfirmen BN Music und Hayat Production unter Vertrag. Berühmtheit konnte er erstmals durch das Lied Ja baraba sve joj džaba erzielen. Zu seinen bekanntesten Liedern gehören Ja baraba sve joj džaba, Subota je ludilo, Ne brini oče moj sowie Hitna pomoć, Kraljica dobrog provoda und Pola kafane. Er veröffentlichte zahlreiche Lieder und Alben, die zu Erfolgen wurden und in Bosnien sowie bei Bosniern im Ausland sehr beliebt sind.

## Leben und Karriere
Badrov wurde 1992, während des Bosnienkrieges, als Sohn bosnischer Kroaten geboren. Sein Vater Zoran Badrov ist auch sein Manager.
Sein erstes Album Prva ljubav nahm er 2007, im Alter von 15 Jahren auf. Sein zweites Album Jedina veröffentlichte er 2009, an seinem 17. Geburtstag. Sein drittes Album Ja baraba sve joj džaba erschien 2010. Sein Lied Ja baraba sve joj džaba erreichte große Popularität. Sein viertes Album Davor, welches er 2011 veröffentlichte, wurde mit Liedern wie Subota je ludilo, Ludo ljeto, Volim te und Pravo na ljubav zum Erfolg. Dieses Album wurde im Studio Hazard in der bosnischen Stadt Bugojno aufgenommen.
2011 wurde er mit dem „Music Oscar“ für den Sänger des Jahres in Sarajevo ausgezeichnet. Er konnte an der Verleihung nicht teilnehmen, da er sich zu dieser Zeit im Krankenhaus befand.
Anfang 2012 gab er zahlreiche Konzerte in größeren amerikanischen Städten.

## Diskografie

### Alben
- 2007: Prva ljubav
- 2009: Jedina
- 2010: Ja baraba sve joj džaba
- 2011: Davor
- 2013: Davor Badrov
- 2017: Heroj

### Live-Alben
- 2021: Kafansko veče

### Singles (Auswahl)
| - 2007: Prva ljubav - 2007: Zbogom za kraj - 2007: Helena - 2007: Daj mi grlice - 2007: Bižuterija - 2009: Jedina - 2009: Momačka - 2009: Miriše - 2009: Najdraža - 2009: Nisi bila iskrena - 2010: Ja baraba sve joj džaba - 2010: Ne brini oče - 2010: Apaurin - 2010: Svanut će zore | - 2011: Subota je ludilo - 2011: Bivša draga - 2011: Sklonite čaše drugovi sa stola - 2011: Ludo ljeto - 2011: Volim te - 2011: Pravo na ljubav - 2013: Baraba sa Balkana - 2013: Baja iz Svilaja - 2014: Dijelimo Sve Na Pola (mit DJ SNS) - 2015: Hitna pomoc - 2015: Pola kafane - 2015: Kraljica dobrog provoda - 2015: Vjera u Ljubav - 2020: Kilometri Sad Nas Dijele |

| Personendaten    | Personendaten                           |
| ---------------- | --------------------------------------- |
| NAME             | Badrov, Davor                           |
| KURZBESCHREIBUNG | bosnischer Turbofolksänger              |
| GEBURTSDATUM     | 21. September 1992                      |
| GEBURTSORT       | Vitez, Republik Bosnien und Herzegowina |